# Jean Louis Négadelle
Jean Louis Négadelle (Brest, 7 febbraio 1893 – Brest, 25 agosto 1944) è stato un ammiraglio francese, comandante incrociatore da battaglia Dunkerque e poi della 3ª Flottiglia cacciatorpediniere durante la seconda guerra mondiale. Prese parte alla battaglia di Mers-el-Kebir e successivamente all'Autoaffondamento della flotta francese a Tolone nel novembre del 1942.

## Biografia
Nacque a Brest (Finistère) il 7 febbraio 1893, figlio di Charles Joseph, medico della marina. Entrò nella Marine Nationale nel 1909, arruolandosi a Tolone. Promosso sottotenente di vascello di 2ª classe il 5 ottobre 1912, in quello stesso anno si imbarcò per una crociera sull'incrociatore-scuola Duguay-Trouin.
Al termine dell'addestramento fu destinato all'imbarco sull'incrociatore protetto Kersaint, appartenente alla Divisione navale dell'Estremo Oriente. Il 1º gennaio 1914 si trovava, con il medesimo bastimento, nelle acque del Pacifico. Allo scoppio della prima guerra mondiale prese parte all'occupazione delle Isole Samoa e della parte tedesca della Nuova Guinea. Per i suoi meriti fu promosso sottotenente di vascello di 1ª  classe il 5 ottobre 1914.
Nel corso del 1915 rientrò in Europa, e il 12 novembre dello stesso anno ottenne il brevetto di ufficiale di Stato maggiore. Dall'aprile 1916 al marzo 1919 prestò servizio sul sommergibile Néréide operante in Mediterraneo, e poi presso la flottiglia sommergibili della Bretagna.  Nel 1919 divenne secondo in comando sull'avviso Ville d'Ys, basato a Terranova. Nel 1920 effettò studi presso la Scuola superiore per elettricisti e si diplomò ingegnere il 22 luglio dello stesso anno.  Il 17 novembre 1920 assunse il comando del sommergibile Armide, appartenente alla 9ª Squadriglia sommergibili di Tolone.  Nel 1921 frequentò la scuola di navigazione sottomarina, e diviene Cavaliere della Legion d'onore il 10 luglio dello stesso anno. Tra il 1923 ed il 1924 comandò il sommergibile Jean Autric. Nel 1925 frequentò come ufficiale anziano la Scuola di guerra e poi il Centro di Alti Studi Navali. Il 14 gennaio 1927 fu promosso al grado di capitano di corvetta. Tra il 1928 ed il 1929 fu comandante del cacciatorpediniere Trombe,  e tra il 1929 e il 1930 del cacciatorpediniere Ouragan. Promosso capitano di fregata il 4 aprile 1931, tra il 1932 ed il 1933 fu Capo di stato maggiore della flottiglia cacciatorpediniere della 1ª Squadra.
Nel 1933 assunse il comando del cacciatorpediniere Cyclone e poi della 5ª Divisione cacciatorpediniere. Tra il 1935 ed il 1936 fu auditore presso la Scuola di guerra e il Centro di Alti Studi Navali.

### La seconda guerra mondiale
Tra il 1936 ed il 1939 fu aiutante del direttore del personale militare della Flotta e fu promosso capitano di vascello il 10 giugno 1937.
Dopo lo scoppio della seconda guerra mondiale, il 16 ottobre 1939 assunse il comando dell'incrociatore da battaglia Dunkerque nave ammiraglia della Flotta d'alto mare (FMH) basata a Brest.  Alla fine dell'anno assunse le funzioni di Sottocapo di stato maggiore della FMH, incarico mantenuto fino alla fine del 1941. Prese parte alla battaglia di Mers-el-Kebir contro la flotta inglese dell'ammiraglio Sir James Somerville. La sua nave fu gravemente danneggiata durante la battaglia ed egli, per impedirne l'affondamento, la portò ad incagliare. Il 18 giugno 1940 divenne Commendatore della Legion d'onore. Fu elevato al rango di contrammiraglio il 9 novembre 1940.
Tra il 1941 e il 1942 comandò la 3ª Flottiglia cacciatorpediniere, innalzando il suo vessillo sul Volta. Il 27 novembre 1942, obbedendo agli ordini emanati dall'ammiraglio Jean de Laborde, fece autoaffondare nel porto di Tolone tutti e tredici i cacciatorpediniere della sua flottiglia.
Posto in congedo d'armistizio il 10 marzo 1943, venne richiamato in servizio attivo il 25 settembre dello stesso anno.

### La sua morte
Il 2 dicembre 1943 fu nominato Prefetto della 2ª Regione Marittima di Brest. Lunedì 7 agosto 1944 i tedeschi decretarono lo stato d'assedio per tutta l'area attorno alla città. Correndo un grande rischio personale, licenziò il personale dell'arsenale.  ed alcuni giorni più tardi diede l'ordine di disperdersi agli ufficiali della marina. Essendogli da allora vietato l'accesso dell'arsenale, si ritirò in via Neptune, stabilendo successivamente il suo ufficio presso l'intendenza marittima, in via Louis Pasteur, sempre sotto la minaccia di arresto da parte tedesca. Uscito per osservare gli effetti di un bombardamento americano sul porto, rimase ucciso alle 17:15 del 25 agosto 1944, dallo scoppio di granata, in via Kléber. L'ingegnere Ravaud che lo accompagnava ebbe il braccio amputato. Le sue spoglie mortali furono trasportate all'ospedale Ponchelet dal capitano di vascello Clatin, e il 28 settembre vennero inumate nella cripta del cimitero di Brest. Sulla sua tomba c'è l'iscrizione: Mort pour la France.